# جون فالنتاين نوغينت
جون فالنتاين نوغينت هو سياسي كندي، ولد في 1796، وتوفي في 12 يونيو 1874.